# Grégoire Lakota
Pour les articles homonymes, voir Lakota.
Hryhorij Lakota, en ukrainien : Григорій Іванович Лакота, également connu sous le nom de Grégoire Lakota (Григорій étant la forme ukrainienne de Grégoire), 31 janvier 1883 – 12 novembre 1950, est un évêque auxiliaire de l'Église gréco-catholique ukrainienne qui a subi des persécutions religieuses et a été martyrisé par le gouvernement soviétique. Il est vénéré comme bienheureux par l'Église catholique en 2001.

## Biographie

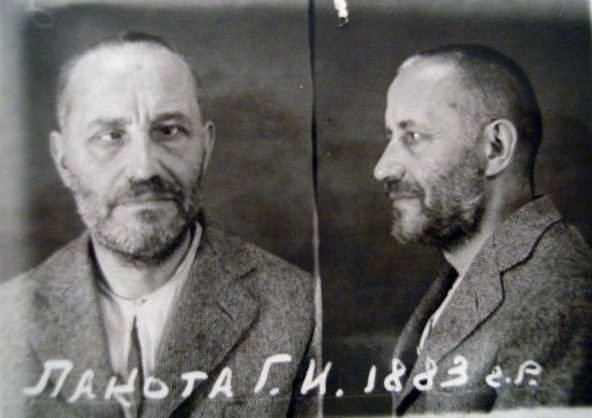
Photographies des autorités soviétiques de Grégoire Lakota.

Grégoire Lakota (Григорій Лакота en ukrainien) est né le 31 janvier 1883 à Hołodówka, en Galicie autrichienne, aujourd'hui dans le raïon (district) de Sambir en Ukraine. Il fréquente l'école primaire de la ville de Komarno, puis il poursuit ses études au séminaire de Lviv où il étudie la théologie. Il est ordonné prêtre en 1908. De 1910 à 1913, il étudie à Vienne, où il obtient le titre de docteur en théologie. En 1913, il est nommé professeur d'histoire de l'Église et de droit canon au séminaire catholique grec de Przemyśl. Le 16 janvier 1918 il est nommé recteur du séminaire,,.
En 1924, il est nommé vicaire général du diocèse, et le 16 mai 1926, il est consacré évêque et nommé évêque auxiliaire du diocèse de Przemyśl,.
En 1939, Mgr Lakota est envoyé par l'évêque ordinaire dans la ville de Jarosław, alors occupée par l'armée allemande. Il a la charge de toute la partie occidentale du diocèse, jusqu'à Cracovie. En 1941, Mgr Lakota retourne à Przemyśl. Le 21 septembre 1945, les autorités polonaises arrêtent l'évêque du diocèse, Mgr I. Kocilovskij, ainsi que son auxiliaire, Mgr Lakota et le lecteur Vasilij Grinik. Ils sont forcés à déménager en URSS. Après deux mois d'emprisonnement, les trois hommes sont remis au NKVD qui, le 16 janvier 1946, leur fait franchir la frontière. Une semaine plus tard, les deux évêques sont libérés et autorisés à retourner dans leur propre diocèse. Le 26 juin 1946, après la célébration de la liturgie dans l'église cathédrale, des troupes polonaises, assistées d'officiers soviétiques, encerclent la cathédrale et le chef de l'administration de la ville propose à tous les représentants du clergé ukrainien de partir « librement » en Union soviétique. Le clergé refuse unanimement. Une journée de réflexion leur est accordée par les autorités, et le lendemain, tout le clergé est conduit à la gare et déporté.
Arrivé sur le territoire soviétique, il est arrêté par le NKVD et condamné à dix ans de prison, dans le cadre de la suppression par Joseph Staline de l'Église ukrainienne gréco-catholique (uniate),.
L'évêque Grigorij est alors condamné sans jugement à 10 ans de prison dans les camps du Goulag. Pour purger sa peine, il est envoyé au camp de travail de Vorkouta , dans le nord de la Russie. Dans le camp, l'évêque se distingue par sa grande humanité et son humilité. Il essayait d'assumer les tâches les plus difficiles pour soulager les autres détenus. Le père Pietro Leoni, jésuite italien qui a passé 10 ans dans les camps de Sibérie, a écrit dans ses mémoires : « Dans le camp, j'ai rencontré d'authentiques anges à visage humain qui, dans leur vie, ont représenté les chérubins sur terre, glorifiant le Christ. Parmi ceux-ci se trouve l'évêque confesseur de la foi Grégoire Lakota, qui de 1948 à 1950 nous a éclairés, nous prisonniers épuisés, par l'exemple des vertus chrétiennes. Dans le camp de concentration de Vorkouta, l'évêque Grégoire est un exemple extraordinaire d'une vie vécue dans la vérité. Parmi les prisonniers, il gagne, avec son extraordinaire sainteté, le nom d'ange dans un corps humain ». Tous les prêtres qui sont dans ce camp de concentration au petit matin célèbrent secrètement la messe sur une table de chevet. Chaque jour, le clergé détenu dans le camp de concentration se réunit autour de Mgr Lakota pour s'entretenir de questions religieuses,. 
Au cours de l'hiver 1950, sa santé se détériore sérieusement. Il est alors transporté au camp de concentration d'Abez (uk) à  180 km au sud de Vorkouta près de la rivière Oussa. Des tâches subalternes plus ou moins difficiles continuent de lui être imposées. Sans se plaindre, il s'affaiblit encore, et il est placé à l'hôpital du camp. Gravement malade, il reste couché dans son lit et ne fait que prier. À tous ceux qui viennent lui rendre visite, il donne sa bénédiction. Il décède le 12 novembre 1950,.

## Notoriété et béatification

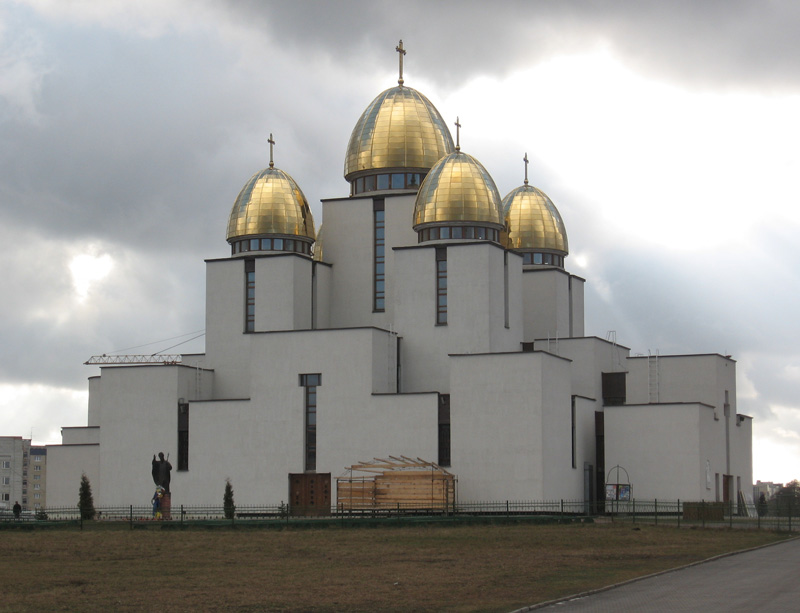
L'église de la Nativité-de-la-Très-Sainte-Théotokos à Sykhiv, Lviv, où sont ses reliques.

Lakota et un autre évêque catholique ukrainien, Josyf Slipyj, sont devenus l'inspiration du personnage de Kiril Pavlovich Lakota dans le roman Les Souliers de saint Pierre de Morris West.
Grégoire Lakota a été béatifié par le pape Jean-Paul II le 27 juin 2001 en Ukraine.
Durant l'été 2001, ses reliques ont été transportées du cimetière d'Abez à l'église de la Nativité-de-la-Très-Sainte-Théotokos à Sykhiv (uk), quartier résidentiel de Lviv.   
Il est fêté le 5 novembre par l'Église catholique, le 12 novembre par l'Église gréco-catholique ukrainienne, et le 27 juin avec le groupe des martyrs tués sous les régimes communistes en Europe de l'Est.